# Pouilly-sur-Vingeanne
 Pouilly-sur-Vingeanne  es una población y comuna francesa, en la región de Borgoña, departamento de Côte-d'Or, en el distrito de Dijon y cantón de Fontaine-Française.

## Demografía
| 134 | 119 | 97 | 94 | 81 | 92 |
| Para los censos de 1962 a 1999 la población legal corresponde a la población sin duplicidades (Fuente: INSEE [Consultar]) |     |    |    |    |    |